# Jemima Rose Dean
Jemima Rose Dean (* 1991 in Australien) ist eine in Deutschland lebende Tänzerin, Bewegungsforscherin und Choreografin.

## Werdegang und künstlerische Arbeit
Im Alter von 16 Jahren erhielt Jemima Rose Dean ein Vollzeitstipendium für eine Ausbildung an der Züricher Hochschule der Künste. Nach ihrem erfolgreichen Studienabschluss wurde sie 2010 Gruppentänzerin am Bayerischen Staatsballett unter der Leitung von Ivan Liška und tanzte in Werken von William Forsythe, John Neumeier und John Cranko. Im Jahr 2012 absolvierte sie ihr Bühnenreife-Diplom an der Iwanson Schule in München. Im Anschluss trat Jemima dem Ensemble des Friedrichstadt-Palastes Berlin bei, wo sich die Zusammenarbeit mit Thierry Mugler, Jean-Paul Gaultier, Brian Friedman, Itzik Galili und Ronald Savkovic ergab.
Seit 2017 ist Dean freischaffende Tänzerin und Performerin. Sie konzipiert und produziert Live-Installationen sowie Performances. Die Inspiration für ihre Arbeit findet sie beispielsweise in der Tiefenökologie und dem  Feminismus. Zudem gibt sie Tanzunterricht, führt Improvisationsworkshops durch und doziert an der Hochschule für Musik und Tanz Köln.
Dem Ballet of Difference am Schauspiel Köln schloss sie sich 2018 an und trat in Richard Siegals Arbeiten Unitxt, Bod, Roughhouse und New Ocean auf. Als Gastkünstlerin arbeitete Jemima Rose am Theater Basel in der Produktion La Cage Aux Folles unter der Regie von Martin G. Berger sowie mit dem Berliner Künstlerkollektiv Transforma im Stück Manufactory. Für die deutsche Kriminal-Fernsehserie Babylon Berlin von Tom Tykwer, war Jemima Rose als choreografische Assistentin beteiligt.

## Projekte und Stücke
- Im Januar 2024 fand die Erstaufführung von „The feral Womxn“ im Theater im Bauturm in Köln statt. Jemima Rose Dean entwickelte ihr eigenes »re-wilding and re-witching«  und erkundet in der Solo-Performance die Schnittstellen von Feminismus und Klimaaktivismus.[5]
- „a m e r i c a n_i d l e“ ist eine von Jemima Rose im Juli 2023 aufgeführte Solo-Performance. Die Handlung dreht sich um eine Frau, welche ihre gesamte Zeit in ihrer Wohnung verbringt. Das von Jemima konzipierte Tanzstück wurde im Rahmen der International Tanz Gala im Theater von Osnabrück präsentiert.[6]
- Die Uraufführung von „At the core from inside, from outside“ fand im November 2022 in Linz statt. Im Stück wird das Zusammentreffen zweier menschlicher Körper als Hitzegenerator performt. Das Konzept sowie die Performance selbst stammen aus der Zusammenarbeit von Stella Myraf Krausz und Jemima Rose Dean.[7][8]
- Hinter „Gaia16aye“ verbirgt sich eine Live-Installation-Performance, welche im November 2021 in der Lutherkirche in Köln erstmalig aufgeführt wurde. Das experimentelle Tanzprojekt wurde von den zwei Tänzerinnen Claudia Ortiz Arraiza  und Jemima Rose Dean aufgeführt. Das Konzept für die Aufführung stammt von Jemima Rose.[9][10]
- Das Musikvideo zu „Like a Riddle“ erschien im Oktober 2017 auf YouTube und ist ein Lied des DJs Felix Jaehn. Jemima Rose wirkte als Choreografin und Tänzerin mit.

## Auszeichnungen
- 2020: FAUST-Nominierung, Beste Tanzperformance für das Ensemble von “New Ocean”[4]
- 2009: Finalistin, Prix de Lausanne
- 2007: Halbfinalistin, Prix de Lausanne
- 2006: Halbfinalistin, Genee International Ballet Competition
- 2006: Gewinnerin, McDonald's Ballet Scholarships